# Yesterday's Dreams
"Yesterday's Dreams" is een single van de Amerikaanse pop- en soulgroep The Four Tops. Het nummer was de eerste single die van het gelijknamige album afkwam. Na "Yesterday's Dreams" werd alleen nog het nummer "I'm In A Different World" van datzelfde album uitgebracht. In tegenstelling tot haar voorganger, "If I Were A Carpenter", wist het nummer in kwestie niet de top 40 op de poplijst van de Verenigde Staten te bereiken. Daar bleef het nummer namelijk steken op de #49 positie op de poplijst en de #31 positie op de R&B-lijst. Het meest succesvol was "Yesterday's Dreams" in de landen Canada en het Verenigd Koninkrijk. In allebei de landen wist het nummer wel de top 40 te bereiken en in beide naties haalde het de #23 positie.
"Yesterday's Dreams" was de eerste single sinds "You Keep Running Away" uit 1967 dat een origineel nummer was en dus geen cover, zoals de twee nummers die tussen de uitgaves zaten; "Walk Away Renée" en "If I Were A Carpenter". Ook was het de eerste originele single, op "Ask The Lonely" en "Loving You Is Sweeter Than Ever" na, van de groep tijdens hun Motowncarrière die niet geschreven werd door het songwriterstrio Holland-Dozier-Holland. Dit drietal had al vele hits, zoals "Reach Out, I'll Be There" en "Standing In The Shadows Of Love", voor de groep geschreven, maar namen in 1967 ontslag bij Motown om hun eigen platenmaatschappij op te richten. Mede daardoor werden de zojuist genoemde covers uitgebracht, omdat de groep simpelweg geen originele singles uit te brengen had. In 1968 brachten The Four Tops hun nieuwe album, "Yesterday's Dreams" genaamd, uit en daar stonden ook hun nieuwe originele singles op. Het nummer in kwestie werd geschreven door Pamela Sawyer, Vernon Bullock, Jack Goga en Ivy Jo Hunter. De laatstgenoemde produceerde het nummer ook voor The Four Tops.
De B-kant van "Yesterday's Dreams" is het nummer "For Once In My Life". In tegenstelling tot de A-kant is dit nummer niet afkomstig van het gelijknamige album als de A-kant en is het zelfs op geen enkel album te horen van de groep. Opvallend aan de B-kant is dat het nummer een paar maanden eerder werd uitgebracht dan de versie van Motowncollega Stevie Wonder. Zijn versie, een #2 hit, wordt over het algemeen als het origineel beschouwd, wat dus niet zo is. Het origineel is echter ook niet van The Four Tops, maar van Jean DuShon. Het nummer zou later onder andere ook nog opgenomen worden door andere Motownsterren als Gladys Knight & the Pips en Barbara McNair. "For Once In My Life" werd geschreven door Ron Miller samen met Oscar Murden.

## Bezetting
- Lead: Levi Stubbs
- Achtergrond: Abdul "Duke" Fakir, Lawrence Payton en Renaldo "Obie" Benson
- Instrumentatie: The Funk Brothers
- Schrijvers: Ivy Jo Hunter, Jack Goga, Pamela Sawyer en Vernon Bullock
- Producer: Ivy Jo Hunter